# Студио-Сити
Студио-Сити (англ. Studio City) — район в долине Сан-Фернандо Лос-Анджелеса штата Калифорния. Входит в состав Второго округа Наблюдательного совета округа Лос-Анджелес.
Назван в честь киностудии, созданной в этом районе Маком Саннеттом в 1927 году, известной в настоящее время как «CBS Studio Center». До этого район назывался Лорелвуд (Laurelwood).
Согласно переписи 2008 года, население района составляет 37 201 человек.
Почти половина жителей в возрасте 25 лет и старше (49,4 %) имеют степень бакалавра. В 2000 году в городе насчитывалось 837 неполных семей, что на 11,2 % ниже, чем в Лос-Анджелесе.
В 1955 году 78-я пожарная станция Студио-Сити стала первой расово интегрированной[неизвестный термин] станцией в пожарном департаменте Лос-Анджелеса.